# Smolenska oblast
Smolenska oblast (rusko Смоле́нская о́бласть) je oblast v Rusiji v Osrednjem federalnem okrožju. Na severu meji s Pskovsko oblastjo, na severovzhodu s Tversko oblastjo, na severovzhodu z Vladimirsko oblastjo, na vzhodu z Moskovsko oblastjo, na jugu s Kaluško in Brjansko oblastjo, na zahodu in severozahodu pa z Magiljovsko in Vitebsko oblastjo v Belorusiji. Ustanovljena je bila 27. septembra 1937.